# Casa Duran
Casa Duran är ett monument i Spanien.   Det ligger i provinsen Província de Barcelona och regionen Katalonien, i den östra delen av landet, 500 km öster om huvudstaden Madrid. Casa Duran ligger 199 meter över havet.
Terrängen runt Casa Duran är platt åt sydost, men åt nordväst är den kuperad.Runt Casa Duran är det mycket tätbefolkat, med 10 000 invånare per kvadratkilometer. Närmaste större samhälle är Barcelona, 18,0 km söder om Casa Duran. I omgivningarna runt Casa Duran växer i huvudsak barrskog.